# Vacuactivus
Vacuactivus est une entreprise internationale de production et de vente de chambres de cryothérapie et d'équipements de rééducation, fondée en 2000. C’est l'un des trois plus grands fabricants de chambres de cryothérapie et d'équipements de cryothérapie au monde,.
Le siège de l'entreprise se trouve à Los Angeles, en Californie.

## Aperçu
Vacuactivus a été fondée en 2000. En 2013, la société a ouvert une agence commerciale aux États-Unis sous la direction de Slim Wellness Studio LLC,,.
Vacuactivus fabrique des équipements pour les centres médicaux et de rééducation, les salles de sport, les studios de cryothérapie et les établissements de santé. Son atout principal est un équipement innovant pour les procédures cryogéniques et la perte de poids (chambres de cryothérapie, tapis roulants infrarouges sous vide). Parmi les principaux produits, on trouve les best-sellers : InfraStar bike, CryoStar Antarctica cryotherapy chamber, Rollstar lymphatic massage roller et VacuStar vacu infrared cryo treadmill,,,.
Les produits de l'entreprise sont distribués dans 50 pays à travers le monde,,.

## Structure
Le siège de l'entreprise se trouve à Los Angeles, en Californie, aux États-Unis. Les principaux entrepôts sont situés à Garden (Californie), Newark (New Jersey), Przemyśl (Pologne) et Dnipro (Ukraine).